# 帕洛馬 (伊利諾伊州)
帕洛馬（英語：Paloma）是位於美國伊利諾伊州亞當斯縣的一個非建制地區。該地的面積和人口皆未知。

## 地理
帕洛馬的座標為39°01′22″N 91°11′43″W / 39.02278°N 91.19528°W，而該地的平均海拔高度為223米（即732英尺）。